# 쌍룡초등학교 토교분교
쌍룡초등학교 토교분교는 대한민국 강원도 영월군에 있었던 공립 초등학교이다.

## 학교 연혁
- 1934년 6월 10일: 영월공립보통학교 부설 토교간이학교 개교
- 2021년 2월 28일: 폐교

## 참고 자료
- 쌍룡초등학교토교분교장 - 한국교육학술정보원 학교알리미